# Lethe visrava
Lethe visrava är en fjärilsart som beskrevs av Moore 1865. Lethe visrava ingår i släktet Lethe och familjen praktfjärilar. Inga underarter finns listade i Catalogue of Life.